# Maria Dorothea van Oostenrijk

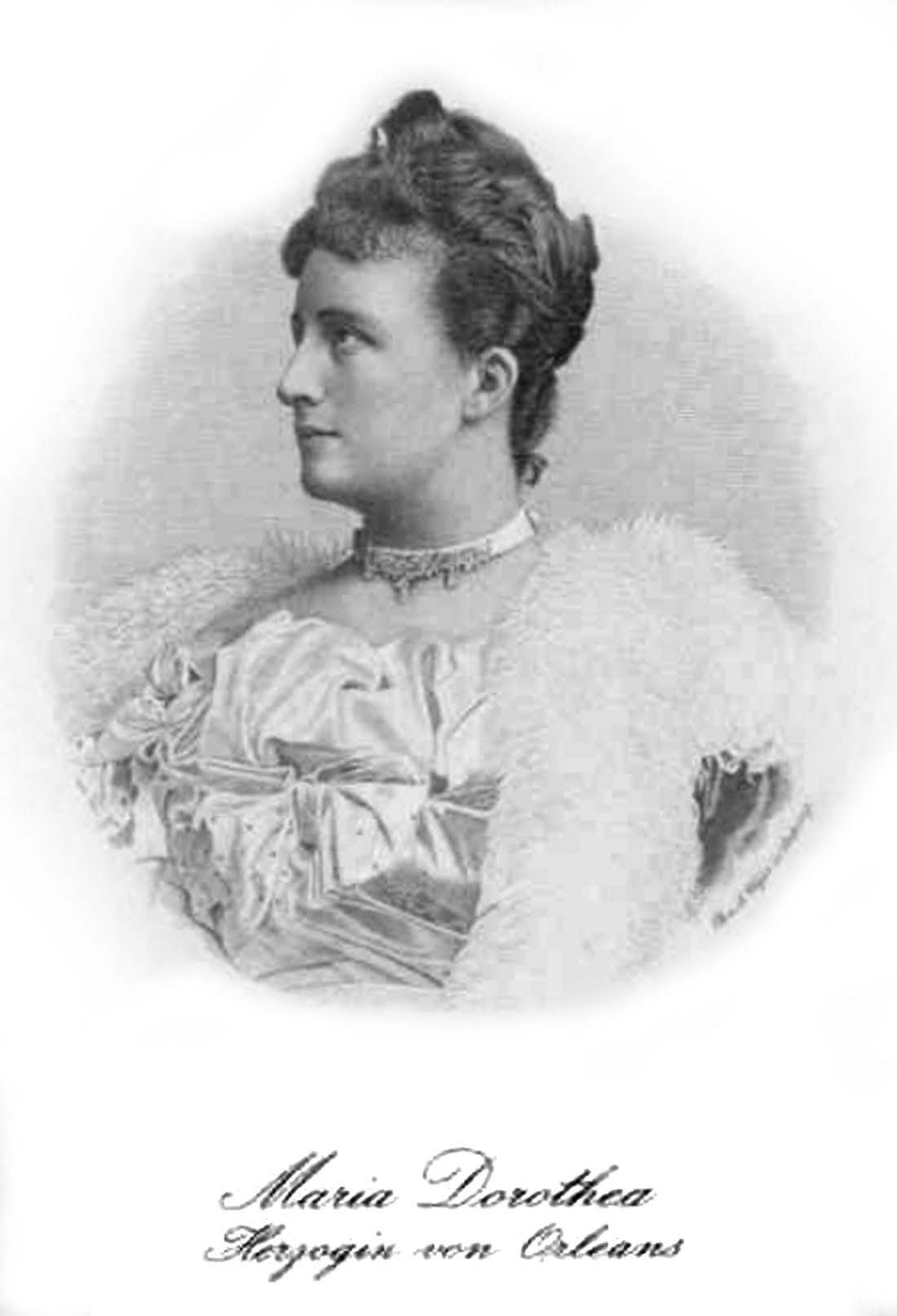
Maria Dorothea van Oostenrijk

Maria Dorothea Amalia van Oostenrijk (Alcsút, 14 juni 1867 - aldaar, 6 april 1932) was een Oostenrijkse aartshertogin uit het huis Habsburg-Lotharingen.
Zij was het tweede kind en de tweede dochter van Jozef Karel Lodewijk van Oostenrijk en Clotilde van Saksen-Coburg en Gotha. Zij was vernoemd naar haar grootmoeder van vaderszijde Maria Dorothea van Württemberg. Zij was een achterkleindochter van zowel keizer Leopold II als van koning Lodewijk Filips I van Frankrijk.
Zelf trad ze in 1896 in het huwelijk met Philippe van Orléans, een zoon Philippe, graaf van Parijs en Marie Isabelle van Orléans. Het ongelukkige huwelijk bleef kinderloos. Vanaf 1916 woonden de echtelieden feitelijk gescheiden van tafel en bed. Maria Dorothea woonde in Alcsút, in het tegenwoordige Hongarije, terwijl Philippe resideerde op de Manoir d'Anjou in Sint-Pieters-Woluwe, nabij Brussel.